# Steele (Észak-Dakota)
Steele település az Amerikai Egyesült Államok Észak-Dakota államában, Kidder megyében, melynek megyeszékhelye is. Lakosainak száma 665 fő (2020. április 1.).

## Népesség
A település népességének változása:

| 2010 | 715 |
| 2020 | 665 |